# Amir Abedzadeh
Amir Abedzadeh (en persa: امیر عابدزاده‎; Teherán, 26 de abril de 1993) es un futbolista iraní que juega en la demarcación de portero para el C. D. Castellón de la Segunda División de España.

## Trayectoria
Abedzadeh inició su carrera profesional en el Orange County SC de Estados Unidos. Tras esa experiencia, en 2012 se unió al Persepolis FC, uno de los principales clubes de su país. Después de dos campañas, vivió una nueva etapa en Irán en las filas del Rah Ahan FC.
En 2016 empezó un amplio ciclo en el fútbol portugués, al que llegó para enrolarse en el FC Barreirense. Tras una campaña en dicho club, el C. S. Marítimo de Funchal le abrió las puertas de la máxima categoría de Portugal, donde jugaría durante 3 temporadas, siendo las dos últimas el guardameta titular del equipo portugués.
El 8 de julio de 2021 firmó por la S. D. Ponferradina que militaba en la Segunda División de España. En dos años disputó 65 partidos y en agosto de 2023 regresó al C. S. Marítimo. Esta segunda etapa duró una sola temporada y en julio de 2024 volvió al fútbol español después de fichar por el C. D. Castellón.

## Selección nacional
Tras jugar en la selección de fútbol sub-23 de Irán, finalmente hizo su debut con la selección absoluta el 19 de mayo de 2018 en un encuentro amistoso contra Uzbekistán, que finalizó con un resultado de 1-0 a favor del combinado iraní tras el gol de Rouzbeh Cheshmi. El 4 de junio fue elegido por el seleccionador Carlos Queiroz para formar parte del equipo que jugaría la Copa Mundial de Fútbol de 2018.

### Participaciones en Copas del Mundo
| Mundial           | Sede  | Resultado      | Partidos | Goles |
| ----------------- | ----- | -------------- | -------- | ----- |
| Copa Mundial 2018 | Rusia | Fase de grupos | 0        | 0     |
| Copa Mundial 2022 | Catar | Fase de grupos | 0        | 0     |

## Clubes
| Club                   | País           | Año       | Partidos | Goles |
| ---------------------- | -------------- | --------- | -------- | ----- |
| Orange County SC       | Estados Unidos | 2011      | 4        | 0     |
| Orange County Blues II | Estados Unidos | 2011      | 3        | 0     |
| Orange County SC       | Estados Unidos | 2012      | 10       | 0     |
| Persepolis F. C.       | Irán           | 2012-2014 | 0        | 0     |
| Rah Ahan F. C.         | Irán           | 2014-2015 | 10       | 0     |
| F. C. Barreirense      | Portugal       | 2016-2017 | 11       | 0     |
| C. S. Marítimo         | Portugal       | 2017-2021 | 84       | 0     |
| S. D. Ponferradina     | España         | 2021-2023 | 65       | 0     |
| C. S. Marítimo         | Portugal       | 2023-2024 | 20       | 0     |
| C. D. Castellón        | España         | 2024-     | 5        | 0     |

## Palmarés

### Títulos internacionales
| Título                       | Club (*) | Sede  | Año                               |
| ---------------------------- | -------- | ----- | --------------------------------- |
| Campeonato Sub-23 de la WAFF | Irán     | Catar | Campeonato Sub-23 de la WAFF 2015 |

(*) Incluyendo la selección.